# Triscaidecafobia

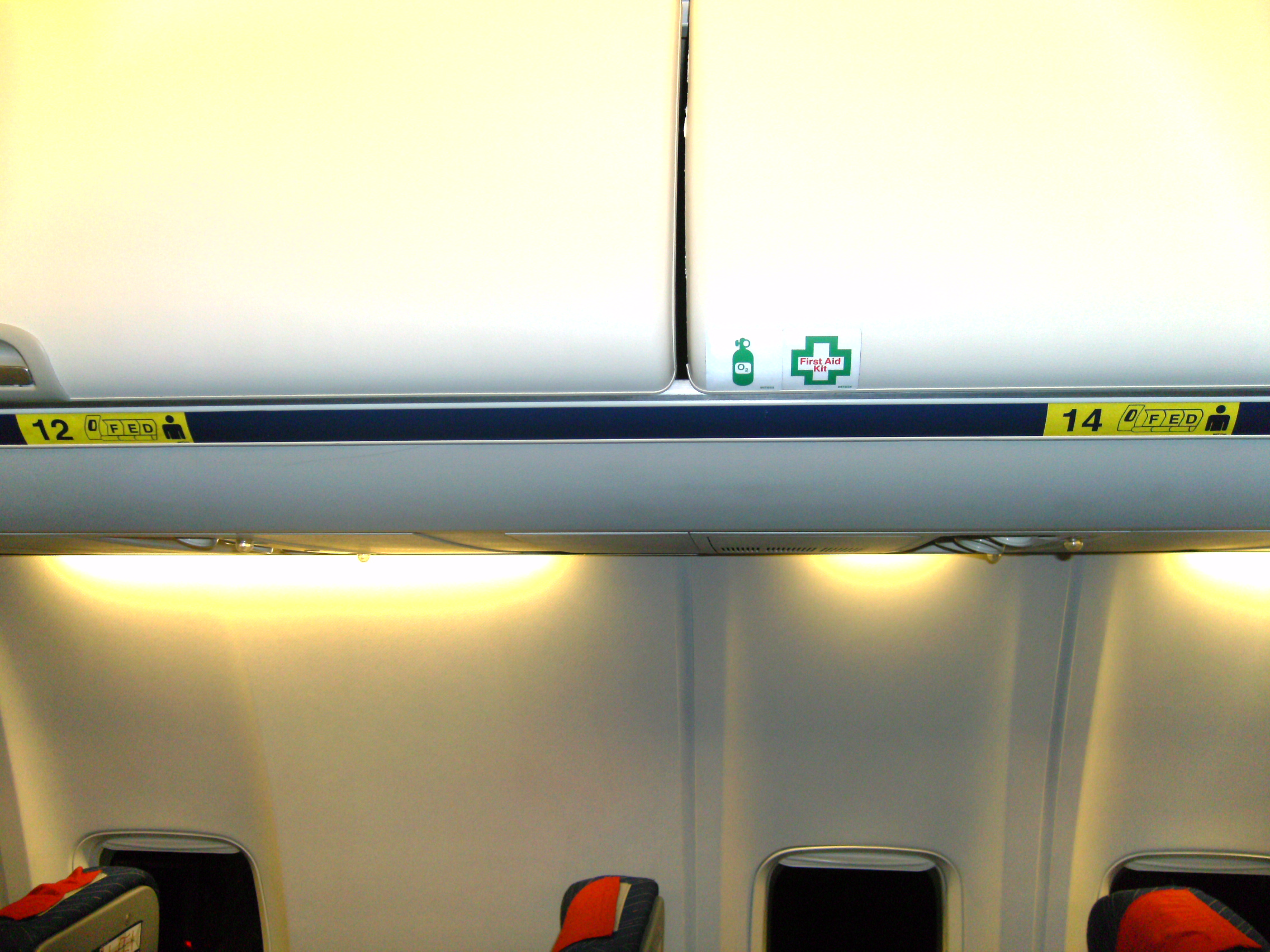
Un aereo privo della tredicesima fila di posti a sedere.

La triscaidecafobia (dal greco τρεισκαίδεκα treiskaídeka, "tredici" e φόβος phóbos, "paura") è la paura irragionevole del numero 13, principalmente legata alla cultura popolare e alla superstizione. In alcune culture, specie quelle anglosassoni, esistono varie credenze riguardanti il venerdì 13.
Il termine è stato coniato da Isador Coriat nell'opera Abnormal Psychology; Invece in alcune culture il numero 13 è considerato simbolo di fortuna ed eccellenza futura, specialmente nella regione del Tibet.

## Origini
Le origini della superstizione contro il numero 13 non sono del tutto conosciute. Un fatto rilevante è che il 13 è il successore del 12, un numero altamente composto. Infatti un insieme di 12 elementi si può dividere in parti uguali in molti modi, per due, tre, quattro o sei, e un "tredicesimo" elemento che si aggiunga a questo insieme lo "spaia" irrimediabilmente, impedendone qualunque suddivisione; infatti il 13 è un numero primo.
L'antipatia per il 13 ha radici antichissime, religiose e mitologiche. Secondo lo storico del folclore Donald Dossey risale alla mitologia scandinava: il dio truffatore Loki, che non era stato invitato a una cena nel Valhalla, arrivò come tredicesimo ospite e fece in modo che Höd colpisse Balder con una freccia con la punta avvelenata di vischio. Secondo Dossey «Balder morì e tutta la Terra si ottenebrò. Tutta la Terra pianse. È stata una brutta e storta giornata». Questo importante evento nella mitologia scandinava rese infelice il numero 13. Un celebre riferimento al 13 nei Vangeli riguarda l'Ultima Cena, dove i commensali erano 13, comprendendo naturalmente Giuda, motivo questo per cui non ci si siede in 13 a tavola.
In alcuni anni i calendari lunisolari presentano 13 mesi, mentre il calendario gregoriano e il calendario islamico hanno sempre 12 mesi in ogni anno.
È diffusa la credenza secondo cui la fobia per il venerdì 13 abbia avuto origine dalla data del venerdì 13 ottobre 1307, in cui il re di Francia Filippo IV il Bello ordinò l'arresto in massa dei Cavalieri templari. Tuttavia, sebbene il numero 13 fosse già considerato sfortunato al tempo, l'associazione con questo evento è nata nel ventunesimo secolo, ed è stata resa popolare dal romanzo Il codice da Vinci.

## Superstizione

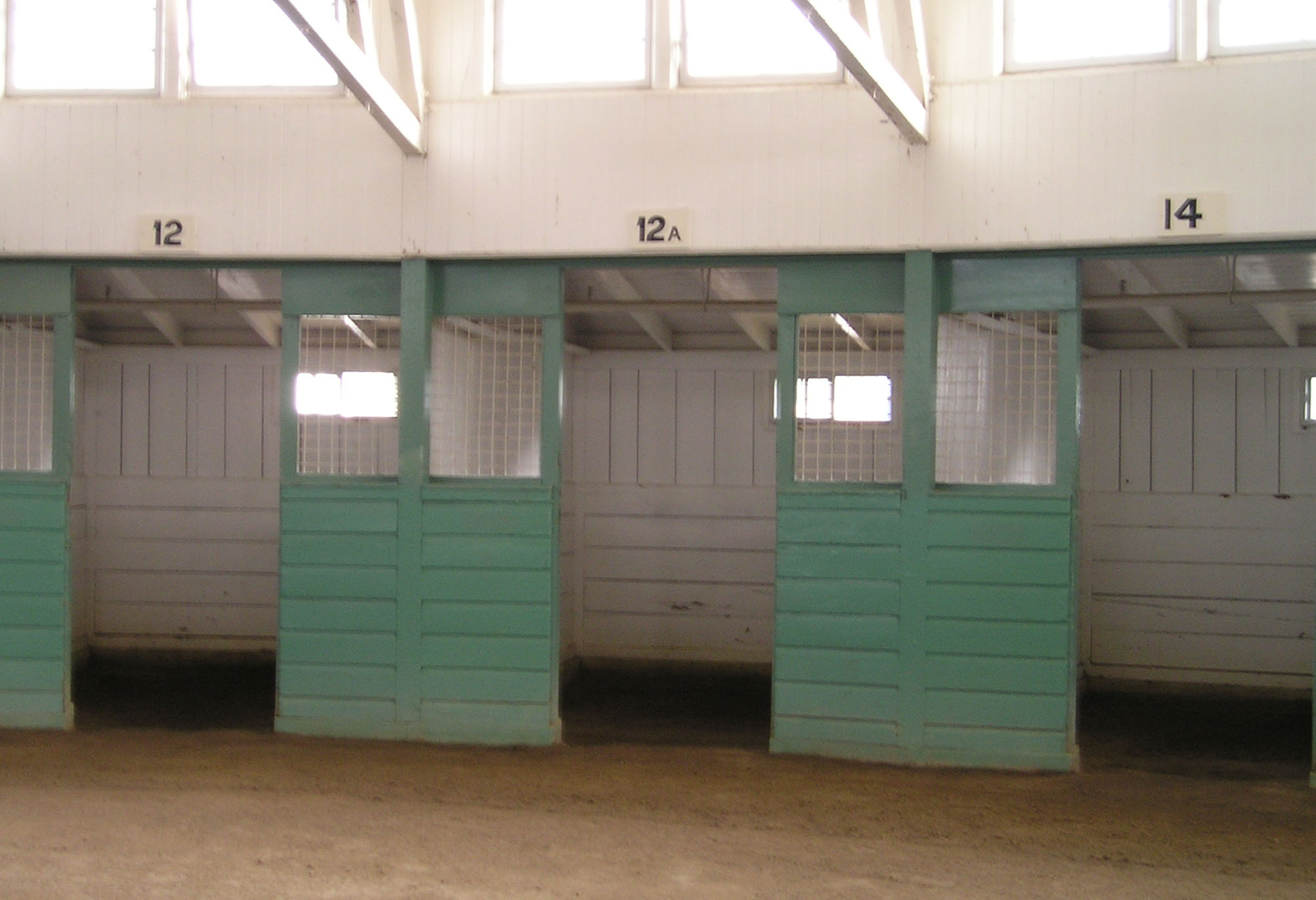
La stalla 12A del Santa Anita Park, l'ippodromo di Arcadia, in California (USA) che sostituisce il numero 13 per motivi scaramantici.

Nella cultura popolare di molti paesi del mondo il tredici viene considerato un numero di cattivo augurio in numerosi contesti. Per esempio può suscitare qualche perplessità partire per un viaggio in una comitiva di tredici persone o essere in tredici a tavola. Queste credenze vengono spesso combinate al significato attribuito al giorno venerdì, anch'esso di probabile origine religiosa essendo il giorno della morte di Cristo secondo la tradizione, nella superstizione del venerdì 13.
La superstizione viene talvolta assecondata anche in contesti più seri e ufficiali, ad esempio in alcuni edifici ci si riferisce al 13º piano chiamandolo "12b" o "14", o analogamente si evita di numerare con il 13 stanze d'albergo, posti a sedere, modelli di veicoli, ecc.
Nel XIX secolo negli Stati Uniti è apparso il «Club dei Tredici». L'obiettivo del club era quello di dissipare la superstizione che 13 persone a tavola è un brutto segno. I membri del club si riunivano il 13 di ogni mese, si sedevano 13 persone al tavolo e mangiavano 13 piatti. Col tempo cinque presidenti degli Stati Uniti divennero membri onorari: Chester Arthur, Grover Cleveland, Benjamin Harrison, William McKinley e Theodore Roosevelt. Secondo studi moderni, tra 17 e 21 milioni di persone negli Stati Uniti soffrono di triscaidecafobia.

## Superstizioni analoghe

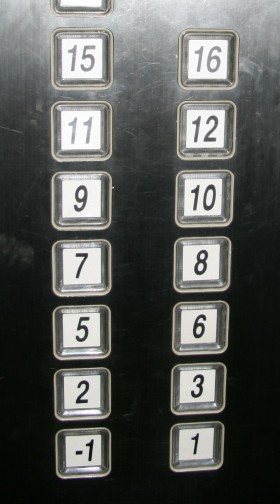
Il pannello comandi di un ascensore di Shanghai. I numeri 4, 13 e 14 sono assenti.

In Cina, in Giappone e in Corea, vi sono simili avversioni numerologiche (per il 4, il 14, il 24, il 34, il 41, ecc.) che comportano "censure" analoghe a quelle del numero 13. Questa credenza nasce molto probabilmente dal fatto che la parola cinese quattro (四, Pinyin: sì) è quasi identica a morte (死, Pinyin: sǐ). Invece il 13 è considerato un numero fortunato in queste culture dato che la parola tre, pronunciata san, è simile nella pronuncia alla parola vivi o sopravvivi in cinese e coreano ed è naturale trovare il blocco 13A in luogo del quattordicesimo blocco di complessi residenziali. I numeri di telefono cellulare contenenti il numero 4 sono venduti a minor prezzo rispetto agli altri.
In Spagna, Grecia, Romania e Paesi latinoamericani è il martedì 13 a essere considerato sfortunato; anche in Italia comunque martedì è considerato un giorno sfortunato ("Né di Venere né di Marte né ci si sposa né si parte" e simili).
Nella cultura italiana è il 17 a essere considerato sfortunato (eptacaidecafobia), specialmente nella cultura napoletana, infatti secondo la smorfia napoletana il 17 corrisponde alla disgrazia.

## Opere
- Venerdì 13 (Friday the 13th), saga di 10 film horror (1980-2001)
- Il tredicesimo piano (The Thirteenth Floor), regia di Josef Rusnak (1999)